# Лаш, Агата
Агата Лаш (нем. Agathe Lasch; 4 июля 1879 года, Берлин — 18 августа 1942, Рига) — немецкий лингвист, германист; первая женщина-профессор Гамбургского университета. Она заложила академические основы исторического изучения средненижненемецкого языка. Будучи еврейкой по национальности, Агата Лаш была отправлена в Ригу (Остланд) и убита во время Холокоста.

## Биография

### Начальный этап жизни
Агата Лаш родилась в 1879 году в Берлине в семье еврейского торговца. Как и три её сестры, она закончила учебное заведение по подготовке учителей (в 1898 году) и после этого вплоть до 1906 года занималась преподавательской деятельностью в различных школах для девочек, в том числе и в профессионально-технических и коммерческих училищах. В 1906 году она получила диплом об окончании средней школы императрицы Августы в Шарлоттенбурге. Затем она начала изучать германистику и историю немецкой литературы в Галле и Хайдельберге, в результате чего написала диссертацию и защитила докторскую степень в 1909 году у германиста-медиевиста Вильгельма Брауне. Однако, будучи женщиной, она не была допущена к чтению курса германистики в 1908 году в Берлине. Тем не менее, благодаря активной научной деятельности она получила приглашение в женский колледж Брин-Мор (Пенсильвания, США) в качестве доцента-преподавателя.

### Научная деятельность
Именно там увидела свет её «Грамматика нижненемецкого языка» («Mittelniederdeutsche Grammatik») (1914), которая до сегодняшнего дня является основополагающим фундаментальным научным трудом в области исторической германистики и лучшим образцом жанра. В связи со вступлением Соединённых Штатов в Первую мировую войну Агата Лаш вынаждена была вернуться обратно в Германию в 1917 году. По возвращении на родину она стала преподавателем-ассистентом в немецкой семинарии в Гамбурге. После прохождения процедуры хабилитации (1919) Лаш стала первой женщиной-преподавателем в истории Гамбургского университета в 1923 году, а также первой женщиной-германистом в истории Германии, получившей звание профессора. В 1926 специально для Агаты Лаш в Гамбургском университете была создана кафедра средненижненемецкого языка, ассоциированным председателем которой она и стала. В Гамбурге она продолжила научные исследования в области истории немецкого языка, результаты которых были опубликованы в книге «Berlinisch. Eine berlinische Sprachgeschichte» («История языков Берлина») в 1928 году. Кроме того, Агата Лаш совместно с немецким германистом Конрадом Борхлингом составила проект двух словарей; в одном словаре был систематизирован речевой канон немецкого языка ганзейской эпохи, а другой был посвящён гамбургскому диалекту немецкого языка. Первое издание «Нижненемецкого карманного словаря» («Mittelniederdeutsches Handwörterbuch») она смогла опубликовать в 1928 году на свои средства, а первые подобные словари начали появляться в Гамбурге только в 1956 году, и их основой послужила совместная лексикографическая деятельность Лаш и Борхлинга.

### Репрессии в нацистский период
После захвата власти НСДАП её немедленное увольнение из университета удалось предотвратить только благодаря незамедлительному вмешательству иностранных ученых. Тем не менее в 1934 году она вынуждена была уйти с кафедры средненижненемецкого языка. В 1937 года Агата Лаш переехала в Берлин к своим сёстрам, где пыталась продолжить научные исследования. Однако Агата Лаш всё же подверглась суровым репрессиям: на её научные публикации был наложен запрет, её научные труды подлежали конфискации из библиотек, а сама она потеряла доступ к библиотечным архивам и собраниям (как еврейку её просто туда не пускали). В 1939 году она получила приглашение в Тартуский университет (Эстония), а затем и в Университет Осло, однако все попытки Агаты Лаш покинуть страну незамедлительно пресекались нацистским правительством Германии.

### Гибель
13 августа 1942 года она была арестована вместе со своими сестрами; 15 августа все трое были депортированы в Ригу. Известно, что Агата Лаш и две её сестры не достигли Рижского гетто. По прибытии в Ригу 18 августа 1942 они были убиты в окрестных лесах.

## Память
В 1970 в Гамбурге в честь Агаты Лаш была названа улица (Agathe-Lasch-Weg).
В 1992 году также в Гамбурге была основана премия имени Агаты Лаш размером в 5000 долларов, которая вручается за выдающиеся достижения в области изучения средненижненемецкого языка.
С 1999 года в её честь был назван лекционный зал Гамбургского университета.
В Берлине, в Халлензее, в честь Агаты Лаш была названа площадь вблизи Курфюрстендамм в 2004 (Agathe-Lasch-Platz).
По инициативе Ассоциации историков Гамбурга в 2007 году был установлен памятный камень у дома № 9 по улице Густава Лео.
В 2009 году члены объединения «Сад женщин» установили памятный камень в честь Агаты Лаш на кладбище Гамбурга Ольсдорфер.
В 2010 году в микрорайоне Берлина Шмаргердорф также был установлен памятный камень у переднего фасада дома по адресу улица Каспара Теиса, 26, посвящённый Агате Лаш и её сёстрам Маргарет и Элизабет.

## Работы
- Geschichte der Schriftsprache in Berlin bis zur Mitte des 16. Jahrhunderts («История письменного языка Берлина до середине XVI века»), диссертация, Берлинский университет, 1909
- Die Mittelniederdeutsche Grammatik («Грамматика средненижненемецкого языка»)(1914)
- Der Anteil des Plattdeutschen am niederelbischen Geistesleben im 17. Jahrhundert («Роль нижненемецкого языка в нижне-эльбской интеллектуальной жизни»), хабилитационная научная работа, Гамбургский университет, 1919
- Berlinisch. Eine berlinische Sprachgeschichte («История языков Берлина»), 1928.
- Mittelniederdeutsches Handwörterbuch («Карманный словарь средненижненемецкого языка»). Издание 1-7 (с 1928 до 1934)
- Beate Hennig, Jürgen Meier: Kleines Hamburgisches Wörterbuch, Wachholtz Verlag (Хенниг, Беате, Мейер, Юрген: Малый гамбургский словарь, издатель Wachholtz), Гамбург, 2006, ISBN 3-529-04650-7